# Шведская Померания
Шведская Померания  (швед. Svenska Pommern) — часть Померании, которую Швеция получила по Вестфальскому миру 1648 года и которую сохраняла в своём составе до 1815 года. В территорию входили города Штральзунд и Грейфсвальд, а также остров Рюген (до 1720 года — и город Штеттин).

## История
Во время Тридцатилетней войны герцогство Померания стало местом ведения боевых действий между войсками шведских войск лютеранского короля Густава II Адольфа и католических войск Священной Римской империи. Швеция, вступившая в войну на стороне лютеранских княжеств на севере Германии, заключила союз с осаждённым имперскими войсками городом Штральзунд в 1628 году, после чего у шведов появился опорный пункт для наступления вглубь страны. 10 июля 1630 году Швеция заключает «вечный союз» с герцогом померанским Богиславом (Богуславом) XIV и в том же году шведская армия устанавливает полный контроль над территорией герцогства. С этого момента Густав II Адольф становится фактическим правителем Померании.

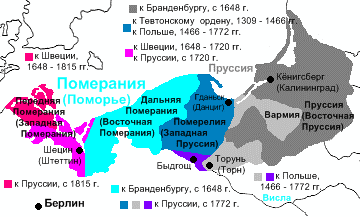
Померания и Восточная Пруссия

В 1637 году номинальный правитель Богислав умер, не оставив наследника, и на последующие 11 лет управление перешло к шведской военной администрации. Вестфальский мир официально передал Швеции часть Передней Померании. Общая площадь шведских владений в Померании составила около 2000 км².

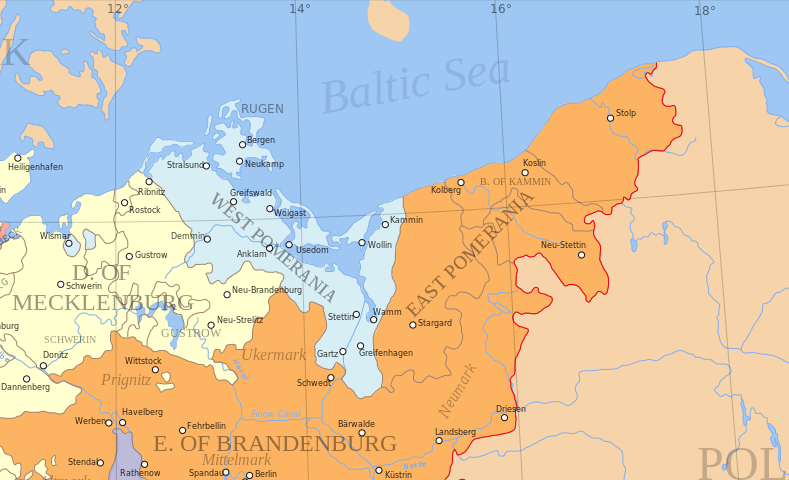
Бывшее герцогство Померания (в центре) разделено между Шведской империей и княжеством Бранденбург-Пруссия по Штеттинскому договору (1653). Шведская Померания ("Западная Померания") обозначена синим цветом, Бранденбургская ("Восточная") Померания показана оранжевым цветом.

В последующие десятилетия Шведская Померания неоднократно подвергалась нападениям поляков, австрийцев и бранденбуржцев. В 1675—79 годах во время Сконской войны Шведская Померания была оккупирована Данией и Бранденбургом.
Во время Северной войны она была захвачена силами коалиции Дании, Польши, Пруссии и России.
По Стокгольмскому мирному договору 1720 года Пруссия получила большую часть захваченных шведами в 1648 году территорий. За шведами осталась лишь область площадью в 700 км². Попытки вернуть потерянные территории в ходе Семилетней Войны не увенчались успехом.
В экономическом отношении владения в Померании не приносили Швеции дохода, а наоборот, требовали финансирования, например, на содержание крепости в Штральзунде и пребывание войск в провинции в целом. В конце XVIII века в Шведской Померании проживало примерно 100 000 человек, 2/3 из которых составляли крепостные крестьяне. Имелись свои суды, а также Верховный суд немецких провинций Швеции в городе Висмар. Местная знать имела большие привилегии. В 1799 году губернатором Висмара был назначен 
Нильс Барк (1760–1822)

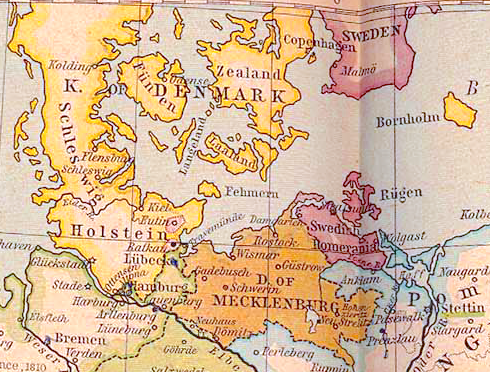
Шведская Померания в 1812 году

В 1807 г. во время войны четвёртой коалиции Франция оккупировала Переднюю Померанию. По Кильскому миру 1814 года Шведская Померания была передана Дании взамен на расторжение датско-норвежской унии и передачи Норвегии Швеции. В том же году бывшая шведская территория была передана Пруссии, которая выплатила и Швеции, и Дании денежные компенсации. Шведская Померания была затем включена в состав прусской провинции Померания в виде административного округа Штральзунд.